# Ferdo Gassmann
Ferdo Gassmann (Prigrevica Sveti Ivan kod Sombora, 1914. – Bjelovar 28. studenog 1946.) - njemački svećenik, franjevac
Rođen je u mjestu Prigrevica Sveti Ivan kraj Sombora u Vojvodini 1914. godine. Bio je Nijemac po nacionalnosti. Pristupio je franjevcima 1932. godine. Zaređen je za svećenika 1938. godine na Trsatu u Rijeci. Isticao se matematičkim sposobnostima tijekom obrazovanja. Preveo je knjigu "Rasvijetli se" zajedno sa svećenikom Anđelkom Gregićem. Službovao je u Zagrebu i Bjelovaru. Brinuo se za siromašne i potrebite. Vodio je franjevački svjetovni red. Službovao je i u Budrovcu kraj Đurđevca za vrijeme gradnje crkve. U bjelovarskoj gimnaziji predavao je matematiku i fiziku. Nakon dolaska komunista u Bjelovar, uhićen je 4. srpnja 1945. godine. Uspio je pobjeći i doći do mađarske granice. Tamo je uhićen i vraćen u Bjelovar. Još je nekoliko puta bježao i bio uhvaćen. Protiv njega vodio se sudski postupak. Osuđen je na smrt strijeljanjem kao agent Gestapa koji je izdavao Nijemcima mnoge suradnike i pripadnike NOP-a na širem bjelovarskom području koji su potom zatvoreni ili ubijeni. Strijeljan je 28. studenog 1946. godine.  Prije smrti dopušteno mu je da se ispovijedi i pričesti. Pokopan je na bjelovarskom groblju sv. Andrije. Po njemu je nazvana jedna ulica u Bjelovaru. 